# Xenohyla eugenioi
Xenohyla eugenioi es una especie de anfibio anuro de la familia Hylidae.

## Distribución geográfica
Esta especie es endémica de Brasil. Se encuentra en el estado de Bahía en Sergipe.

## Etimología
Esta especie lleva el nombre en honor a Eugenio Izecksohn.

## Publicación original
- Caramaschi, 1998: Description of a second species of the genus Xenohyla (Anura: Hylidae). Amphibia-Reptilia, vol. 19, n.º 4, p. 377-384.[6]